# Lodge Bay
Lodge Bay est un village de Terre-Neuve-et-Labrador au Canada, située au sud-est du Labrador, c'est-à-dire dans la partie continentale de la province. Le village est situé le long de la route 510, entre Red Bay et Mary's Harbour, non loin de la côte de l'océan Atlantique. Le village comptait 65 habitants en 2016 contre 78 habitants en 2011.
Lodge Bay est une communauté permanente englobant une population de moins de cent habitants, qui a évolué de façon unique du fait de la colonisation européenne ancienne au Labrador, et de l'utilisation des terres et des ressources propre à la population migrante inuite. Le nom vient de Ranger Lodge, donné aux lieux par le capitaine George Cartwright à la fin du XVIIIe siècle. Ranger était le nom du navire marchand en bois utilisé pour commercer, cartographier et explorer le long de la côte du Labrador, tandis que Lodge était le nom donné aux camps de chasse anglais en Grande-Bretagne à cette époque.

## Géographie
La communauté se trouve dans une région densément boisée à la tête de la rivière Saint-Charles. Dans cet écosystème boréal s'étendent des forêts d'épinettes noires, d'épinettes blanches et de sapins baumiers couvrant une grande partie du paysage et constituant un habitat naturel pour les populations d'orignaux, de loups, d'ours, de lagopèdes, de lapins et de lynx. La rivière Saint-Charles ouvre stratégiquement sur l'embouchure du cap Saint-Charles et des îles des Grand Caribou. De grandes populations de saumons de l'Atlantique migrent chaque année sur la rivière Saint-Charles pour atteindre les aires de reproduction. La baie environnante abrite également une variété d'espèces de poissons, y compris la truite, l'éperlan et les mollusques et crustacés.